# ジュール＝アレクサンドル・グリューン
ジュール＝アレクサンドル・グリューン（Jules-Alexandre Grün、1868年5月26日 - 1938年1月24日）はフランスの画家、ポスター画家、挿絵画家である。

## 略歴
パリで生まれた。絵を、風景画家で、パリ、オペラ座の美術監督も務めたラヴァストル（Jean-Baptiste Lavastre）や風景画家のアントワーヌ・ギュメに学んだ。油絵画家としては、ロココ時代の画家ジャン・シメオン・シャルダンに似た雰囲気で、日常生活の絵や肖像画などを題材にすることが多かった。
1890年に、劇作家、作詞家のレオン・グザンロフ（Leon Xanrof:本名 Léon Alfred Fourneau）と知り合い商業美術の世界に入り、「Cocorico」や「ラシエット・オ・ブール」などの雑誌に挿絵を描いた。同じ年に軍服で歌う歌手、コメディアンのポラン（Polin:本名 Paul Marsalés）と最初のポスター製作の契約を結んだ。1890年から1931年の間に135点ほどのポスターを描いた。ポスターの題材には、モンマルトルのカフェ・コンセールの依頼によるものや旅行会社のためのポスターを描いた。
油絵画家としての仕事としては、1909年にフランス芸術家協会によるサロンの開催の30周年を描いた絵画では当時のファッションが描かれている。同時代の画家たちの集まりを描いた絵もある。代表作に「晩餐の終わり」などがある。1904年にパリで結婚した。1920年代に3度、アルゼンチンの画廊で展覧会を行った。1934年にパーキンソン病にかかり、作品製作から引退した。1838年にパリで没した。

## 主な作品

### 油絵

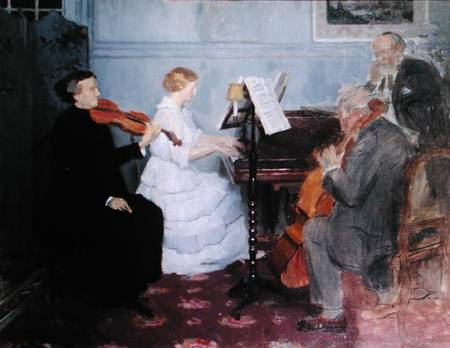
「音楽会」
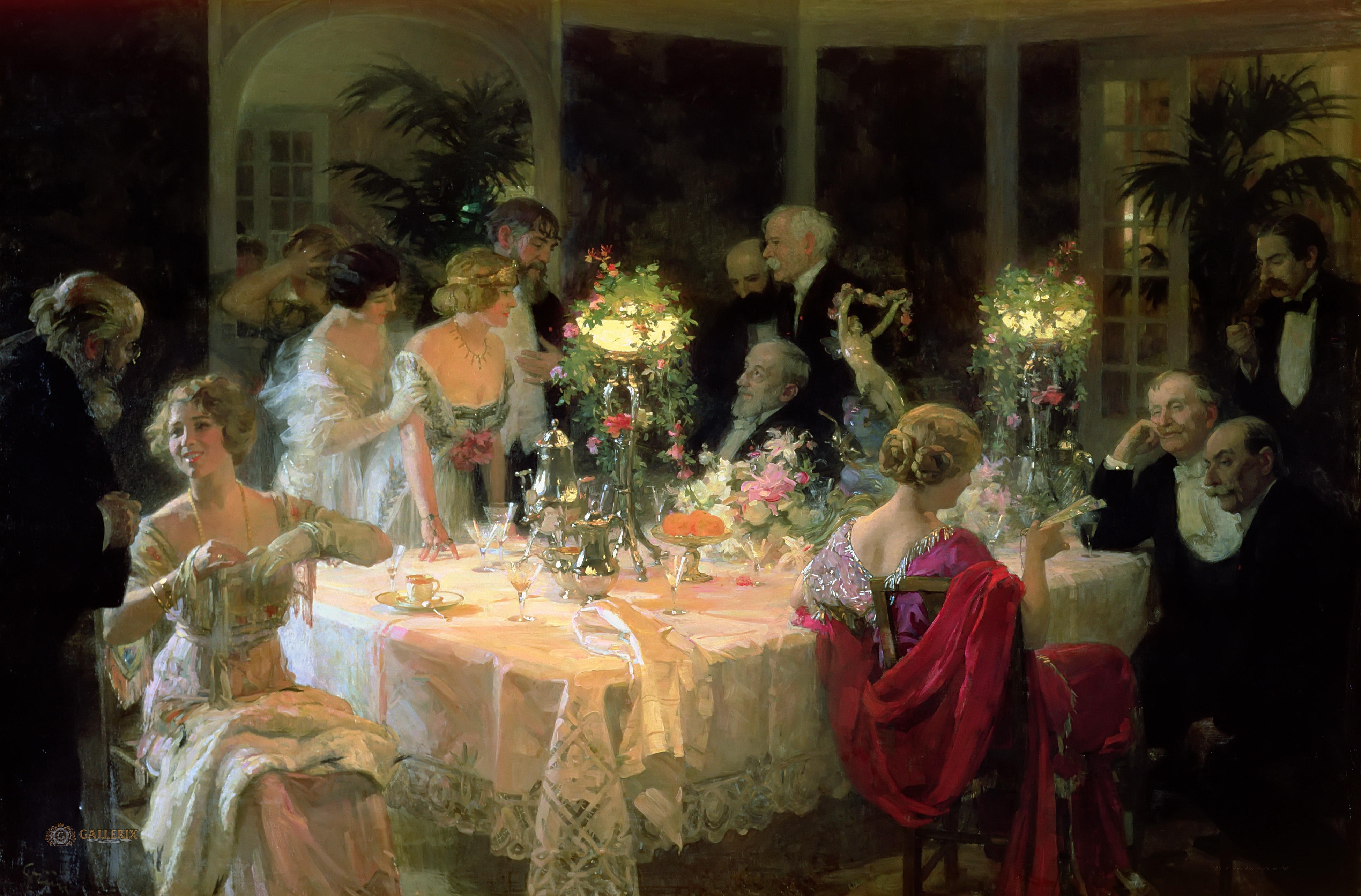
「晩餐の終わり」
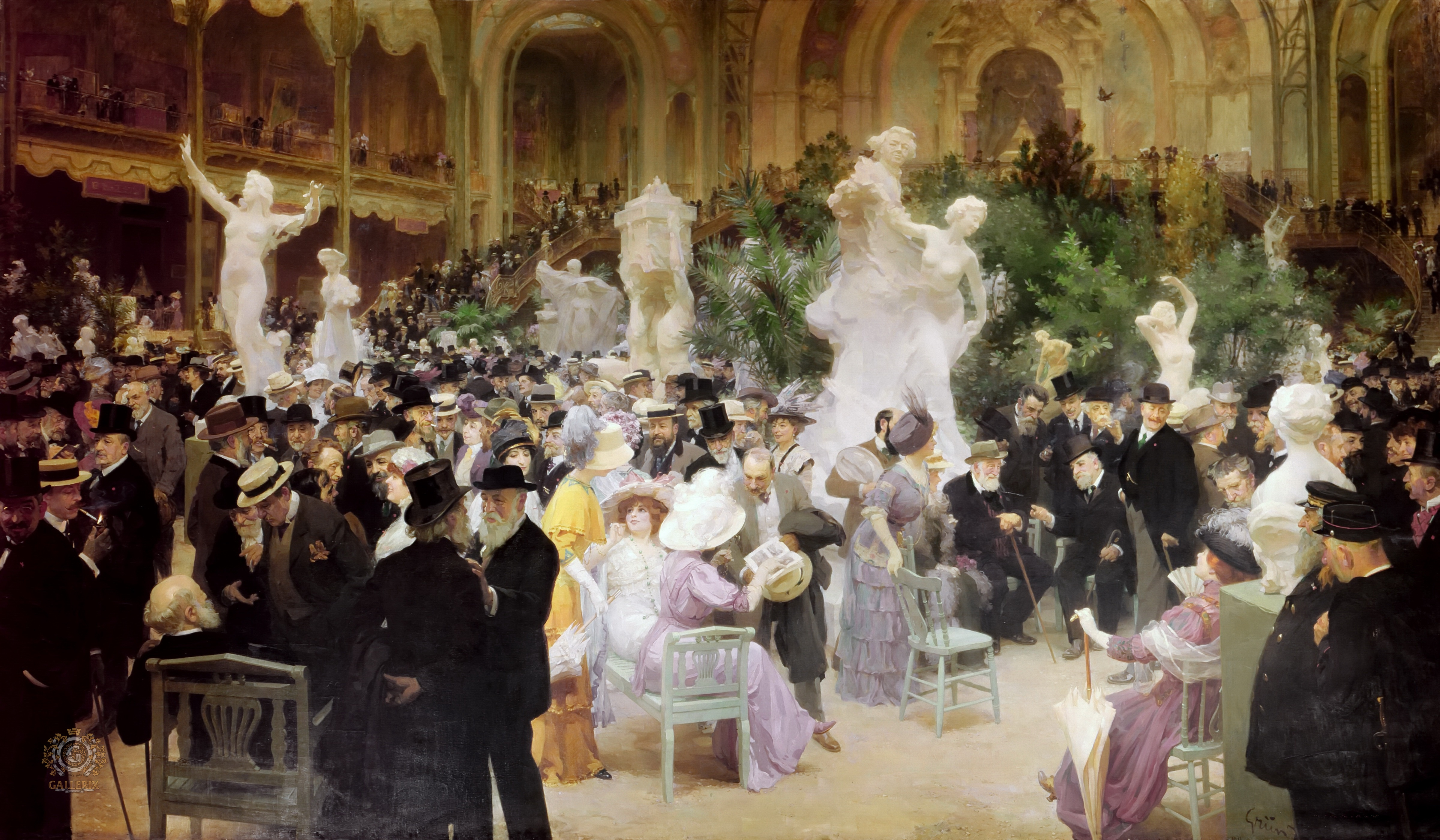
「フランス芸術家サロンの金曜日」

### ポスター・挿絵

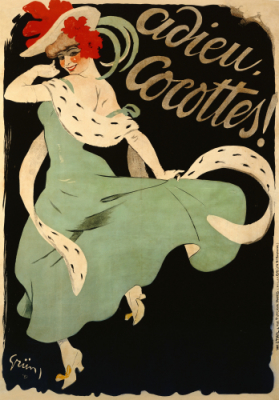
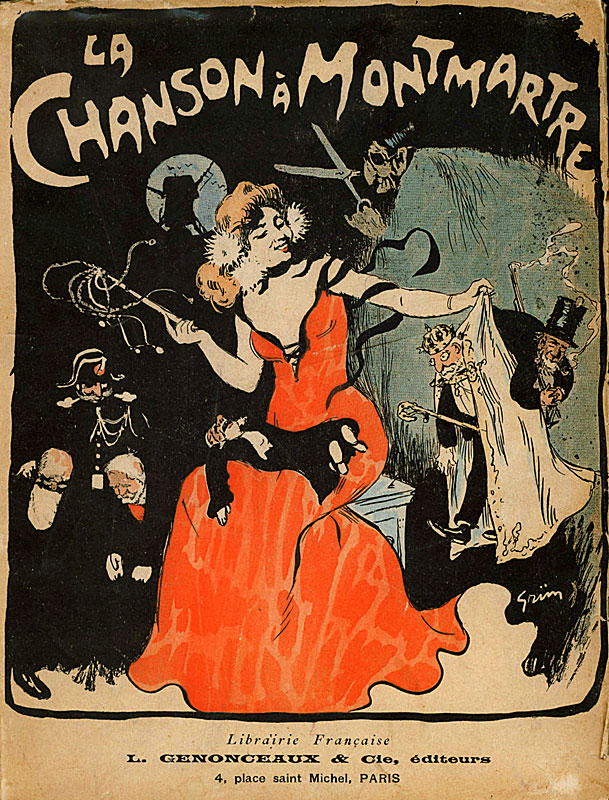
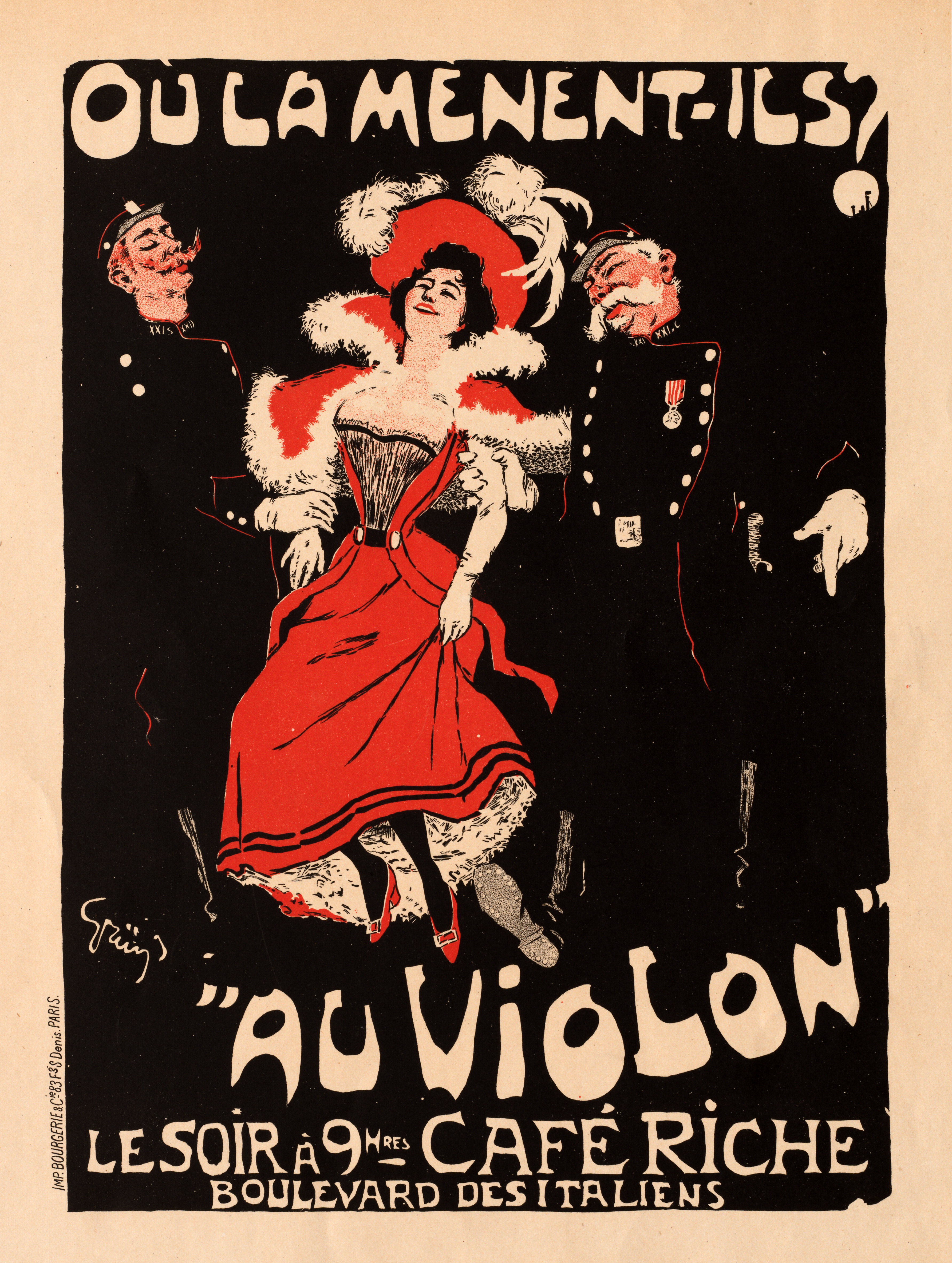
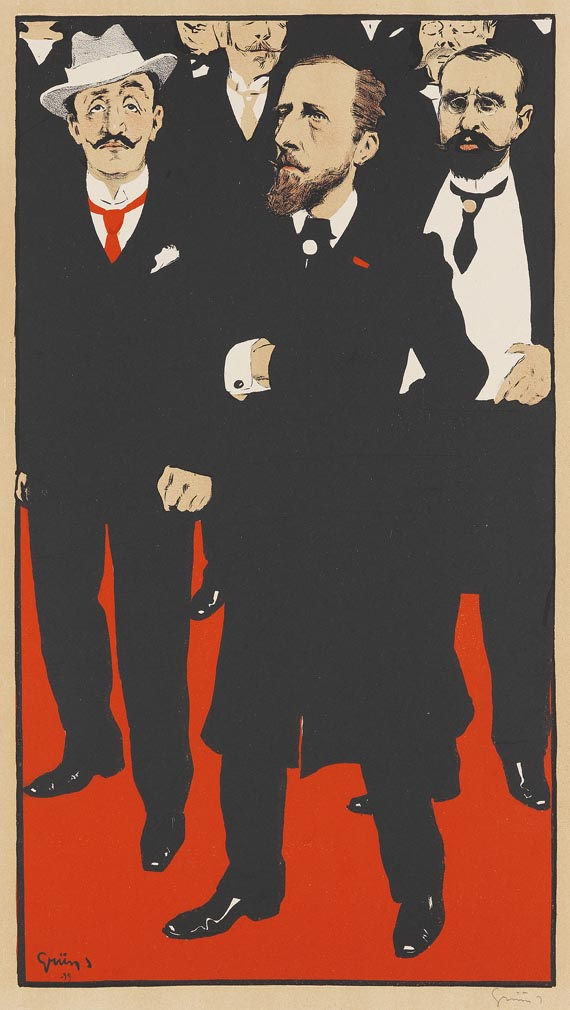
エミール・ゾラ
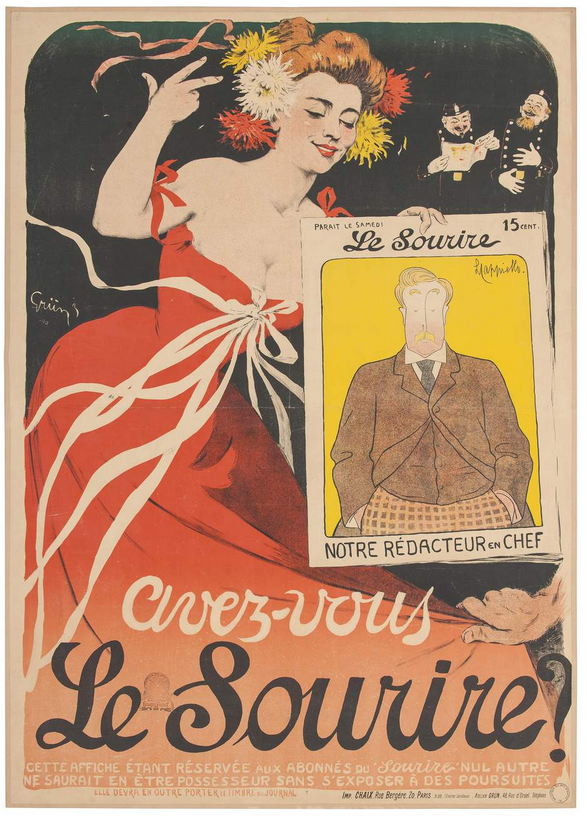
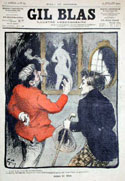
「ジル・ブラス」の表紙絵